# Спрінг-Крік (Південна Дакота)
Спрінг-Крік (англ. Spring Creek) — переписна місцевість (CDP) в США, в окрузі Тодд штату Південна Дакота. Населення — 236 осіб (2020).

## Географія
Спрінг-Крік розташований за координатами 43°6′55″ пн. ш. 101°1′50″ зх. д. / 43.11528° пн. ш. 101.03056° зх. д. (43.115370, -101.030689).  За даними Бюро перепису населення США в 2010 році переписна місцевість мала площу 26,86 км², уся площа — суходіл.

## Демографія
Згідно з переписом 2010 року, у переписній місцевості мешкало 268 осіб у 66 домогосподарствах у складі 49 родин. Густота населення становила 10 осіб/км².  Було 71 помешкання (3/км²).
Расовий склад населення:
| - 96,6 % — корінних американців - 1,5 % — білих - 0,4 % — чорних або афроамериканців |

До двох чи більше рас належало 1,5 %. Частка іспаномовних становила 1,9 % від усіх жителів.
За віковим діапазоном населення розподілялося таким чином: 45,9 % — особи молодші 18 років, 48,9 % — особи у віці 18—64 років, 5,2 % — особи у віці 65 років та старші. Медіана віку мешканця становила 20,3 року. На 100 осіб жіночої статі у переписній місцевості припадало 88,7 чоловіків;  на 100 жінок у віці від 18 років та старших — 90,8 чоловіків також старших 18 років.
За межею бідності перебувало 57,5 % осіб, у тому числі 53,2 % дітей у віці до 18 років та 0,0 % осіб у віці 65 років та старших.
Цивільне працевлаштоване населення становило 41 особа. Основні галузі зайнятості: освіта, охорона здоров'я та соціальна допомога — 58,5 %, роздрібна торгівля — 29,3 %, мистецтво, розваги та відпочинок — 12,2 %.